# Hexagonal «50 años del Club Deportivo Universidad Católica» 1987
El Hexagonal «50 años del Club Deportivo Universidad Católica» 1987 fue un torneo instaurado por el club futbolístico de la Universidad Católica con motivo celebrar su quincuagésimo aniversario, cincuenta años de actividad deportiva. 
A los tres equipos grandes de Chile (Universidad Católica, Colo-Colo y Universidad de Chile) se agregaron tres equipos sudamericanos que venían de ser subcampeones en sus respectivas ligas locales: Deportivo Cali de Colombia, Olimpia de Paraguay y Nacional de Uruguay. 
La competencia se efectuó durante el mes de febrero en dos ciudades: Santiago y Viña del Mar. 
Al término del torneo ocuparon el primer lugar, con igualdad de puntaje, los equipos Colo-Colo y Olimpia, resultando campeón por mejor diferencia de goles Colo-Colo ( + 3), versus ( + 2) de Olimpia.

## Datos de los equipos participantes
| Equipo               | Calidad                                                          |
| -------------------- | ---------------------------------------------------------------- |
| Universidad Católica | Anfitrión y sexto de la Primera División de Chile 1986           |
| Colo-Colo            | Invitado y campeón de la Primera División de Chile 1986          |
| Universidad de Chile | Invitado y octavo lugar de la Primera División de Chile 1986     |
| Olimpia              | Invitado y subcampeón de la Primera División de Paraguay 1986    |
| Deportivo Cali       | Invitado y subcampeón de la Categoría Primera A de Colombia 1986 |
| Nacional             | Invitado y subcampeón de la Primera División de Uruguay 1986     |

### Aspectos generales

#### Modalidad
El torneo se jugó en una sola rueda de cinco fechas, bajo el sistema de todos contra todos, resultando campeón aquel equipo que acumulase más puntos en la tabla de posiciones. Se jugaron un total de quince partidos, tres en cada fecha, dos en el Estadio Nacional de Santiago y uno en el Estadio Sausalito de Viña del Mar.

## Partidos

### Primera fecha
| 14 de febrero de 1987 | Universidad Católica | 1:1 | Nacional     | Estadio Nacional de Santiago, Santiago                           |                                                                  |
|                       | Osvaldo Hurtado 22'  |     | De Souza 72' | Asistencia: 12.150 espectadores Árbitro(s): Salvador Imperattore | Asistencia: 12.150 espectadores Árbitro(s): Salvador Imperattore |

| 14 de febrero de 1987 | Colo-Colo           | 1:1 | Deportivo Cali | Estadio Nacional de Santiago, Santiago                   |                                                          |
|                       | Cristián Olguín 56' |     | Osma 35'       | Asistencia: 12.150 espectadores Árbitro(s): Víctor Ojeda | Asistencia: 12.150 espectadores Árbitro(s): Víctor Ojeda |

| 14 de febrero de 1987 | Universidad de Chile | 0:0 | Olimpia | Estadio Sausalito, Viña del Mar                            |  |
|                       |                      |     |         | Asistencia: 5.417 espectadores Árbitro(s): Guillermo Budge |  |

### Segunda fecha
| 18 de febrero de 1987 | Universidad de Chile | 1:1 | Nacional     | Estadio Nacional de Santiago, Santiago                   |                                                          |
|                       | Orlando Mondaca 56'  |     | Aguilera 74' | Asistencia: 13.082 espectadores Árbitro(s): Hernán Silva | Asistencia: 13.082 espectadores Árbitro(s): Hernán Silva |

| 18 de febrero de 1987 | Colo-Colo | 0:1 | Olimpia  | Estadio Nacional de Santiago, Santiago                     |                                                            |
|                       |           |     | Díaz 12' | Asistencia: 13.082 espectadores Árbitro(s): Sergio Vásquez | Asistencia: 13.082 espectadores Árbitro(s): Sergio Vásquez |

| 18 de febrero de 1987 | Universidad Católica | 1:1 | Deportivo Cali | Estadio Sausalito, Viña del Mar |                           |
|                       | Osvaldo Hurtado 74'  |     | Osma 84'       | Árbitro(s): Enrique Marín       | Árbitro(s): Enrique Marín |

### Tercera fecha
| 21 de febrero de 1987 | Nacional               | 2:0 | Deportivo Cali | Estadio Nacional de Santiago, Santiago                     |                                                            |
|                       | Silvera 4' · Silva 34' |     |                | Asistencia: 13.208 espectadores Árbitro(s): Jorge Massardo | Asistencia: 13.208 espectadores Árbitro(s): Jorge Massardo |

| 21 de febrero de 1987 | Colo-Colo      | 1:0 | Universidad de Chile | Estadio Nacional de Santiago, Santiago                |                                                       |
|                       | Hugo Rubio 60' |     |                      | Asistencia: 13.208 espectadores Árbitro(s): Pedro Roa | Asistencia: 13.208 espectadores Árbitro(s): Pedro Roa |

| 21 de febrero de 1987 | Universidad Católica | 1:0 | Olimpia | Estadio Sausalito, Viña del Mar                         |                                                         |
|                       | Osvaldo Hurtado 26'  |     |         | Asistencia: 2.537 espectadores Árbitro(s): Hernán Silva | Asistencia: 2.537 espectadores Árbitro(s): Hernán Silva |

### Cuarta fecha
| 23 de febrero de 1987 | Universidad Católica                                                             | 4:2 | Universidad de Chile      | Estadio Nacional de Santiago, Santiago                   |                                                          |
|                       | Patricio Mardones 75' · Andrés Romero 78' · Rubén Espinoza 80' · Jorge Muñoz 85' |     | Pedro Pablo Díaz 42', 68' | Asistencia: 6.335 espectadores Árbitro(s): Gastón Castro | Asistencia: 6.335 espectadores Árbitro(s): Gastón Castro |

| 23 de febrero de 1987 | Olimpia | 0:0 | Deportivo Cali | Estadio Nacional de Santiago, Santiago                   |  |
|                       |         |     |                | Asistencia: 6.335 espectadores Árbitro(s): Eduardo Rojas |  |

| 23 de febrero de 1987 | Colo-Colo      | 1:0 | Nacional | Estadio Sausalito, Viña del Mar                          |                                                          |
|                       | René Pinto 80' |     |          | Asistencia: 5.428 espectadores Árbitro(s): Enrique Marín | Asistencia: 5.428 espectadores Árbitro(s): Enrique Marín |

### Quinta fecha
| 25 de febrero de 1987 | Universidad de Chile | 0:2 | Deportivo Cali                                | Estadio Sausalito, Viña del Mar                       |                                                       |
|                       |                      |     | Jorge Aravena 21' · Patricio Reyes 78' (a.g.) | Asistencia: 1.581 espectadores Árbitro(s): René Muñoz | Asistencia: 1.581 espectadores Árbitro(s): René Muñoz |

| 25 de febrero de 1987 | Olimpia                              | 3:2 | Nacional                    | Estadio Nacional de Santiago, Santiago                     |                                                            |
|                       | Díaz 15' · Pangrazio 18' · Guash 52' |     | Ostolaza 54' · Villazán 67' | Asistencia: 28.500 espectadores Árbitro(s): Isidro Cornejo | Asistencia: 28.500 espectadores Árbitro(s): Isidro Cornejo |

| 25 de febrero de 1987 | Colo-Colo                            | 3:1 | Universidad Católica | Estadio Nacional de Santiago, Santiago                      |                                                             |
|                       | René Pinto 60' · Hugo Rubio 78', 89' |     | Andrés Romero 72'    | Asistencia: 28.500 espectadores Árbitro(s): Guillermo Budge | Asistencia: 28.500 espectadores Árbitro(s): Guillermo Budge |

## Tabla de posiciones
| Pos | Equipo               | PJ | PG | PE | PP | GF | GC | Dif | Pts |
| --- | -------------------- | -- | -- | -- | -- | -- | -- | --- | --- |
| 1   | Colo-Colo            | 5  | 3  | 1  | 1  | 6  | 3  | 3   | 7   |
| 2   | Olimpia              | 5  | 3  | 1  | 1  | 5  | 3  | 2   | 7   |
| 3   | Universidad Católica | 5  | 2  | 2  | 1  | 8  | 7  | 1   | 6   |
| 4   | Deportivo Cali       | 5  | 1  | 3  | 1  | 4  | 4  | 0   | 5   |
| 5   | Nacional             | 5  | 1  | 2  | 2  | 6  | 6  | 0   | 4   |
| 6   | Universidad de Chile | 5  | 0  | 1  | 4  | 3  | 9  | -6  | 1   |

PJ=Partidos jugados; PG=Partidos ganados; PE=Partidos empatados; PP=Partidos perdidos; GF=Goles a favor; GC=Goles en contra; Dif=Diferencia de gol; Pts=Puntos
|  | Campeón |

## Campeón
| Chile               |
| Colo-Colo 1º título |